# 長澤真
長澤 真（ながさわ しん、男性）は、日本の漫画家、イラストレーター。
JASON、J村名義でも活動している。アメリカン・コミックス執筆時のペンネームはShin”Jason”Nagasawa。

## 主な作品

### 漫画
単行本化されている作品
- 『せどうか』（2004年 - 2008年、robot連載、ワニマガジン社、全1巻）
- 『瑪瑙之竜』（2009年 - 、Fellows!/ハルタ連載、エンターブレイン、全4巻）

未単行本化作品
- 『X-MEN UNLIMITED』#46（2003年、マーベル・コミック）
- 『おぱこん』（2004年、ウルトラジャンプ）
  - 『おぱこん』その2 - その3（2006年、ウルトラジャンプ）
- 『WOLVERINE：SoulTaker』#1 - #5（2005年、マーベル・コミック）
- 『カバーストーリー』（2008年、Fellows!）
- 『ロール・オーバー・ベートーヴェン』（2009年、Fellows!）
- 『北の国から聞いてないよ』（2009年、Fellows!）

### イラスト
- 『碧い肌』（ゴンゾ） - 挿絵
- 『BLACK PANTHER』#48（マーベル・コミック） - 表紙イラスト
- 『AZUCHI 剣の左京』（すずきあきら、朝日ソノラマ） - 挿絵
- 『ハイウイング・ストロール』（小川一水、朝日ソノラマ） - 挿絵
- 『疾走! 千マイル急行』（小川一水、朝日ソノラマ） - 挿絵
- 『クーロンズスティグマ』（出海まこと、コナミノベルス） - 挿絵
- 『アルカン年代記』（秋津透、ZIGZAG NOVELS） - 挿絵
- 『神舟』（大河渡、スーパーダッシュ文庫） - 挿絵
- 『大久保町三部作（復刻版）』（田中哲弥、ハヤカワ文庫） - 挿絵
- 『疾走! 千マイル急行（新装版）』（小川一水、朝日ソノラマ） - 挿絵
- 『落語CD しんうちっ!』（エイベックス） - CDジャケットイラスト

### アニメ
- マルドゥック・スクランブル（ゴンゾ、凍結） - サブキャラクターデザイン
- 新世界より（A-1 Pictures） - トータルデザインコンセプト
- すべてがFになる THE PERFECT INSIDER（A-1 Pictures） - 研究所デザイン

### ゲーム
- 『ファイナルファンタジーVII』（スクウェア） - デザイン
- 『ファイナルファンタジーIX』（スクウェア） -  - サブキャラクターデザイン
- 『デスゲイトピンボール』（GENKI） - テーブルスキンデザイン
- 『ANGELIC WORKS』（TECH GIAN付録、エンターブレイン） - イラスト
- 『世界樹の迷宮』（アトラス） - モンスターデザイン
- 『世界樹の迷宮II 諸王の聖杯』（アトラス） - モンスターデザイン
- 『アークライズファンタジア』（マーベラスエンターテイメント） - ログレスデザイン[1]
- 『戦国絵札遊戯 不如帰 -HOTOTOGISU- 乱』（アイレムソフトウェアエンジニアリング） - イラスト
- 『転生絵巻伝　三国ヒーローズ』（Vector） - イラスト
- 『世界樹の迷宮III 星海の来訪者』（アトラス） - モンスターデザイン
- 『ラストランカー』（カプコン） - モンスター（イビノス）デザイン
- 『世界樹の迷宮IV 伝承の巨神』（アトラス） - モンスターデザイン

### カードゲームイラスト
- レイフィールド
- デュエル・マスターズ
- スターズオブヘブン
- Teenage Mutant Ninja Turtles
- 幻想水滸伝カードストーリーズ〜第II章〜
- ディメンション・ゼロ
- レンジャーズストライク
- 牙トレーディングカードゲーム
- ウズマジン
- 天元突破グレンラガンドリル銀河大戦
- ポケモンカードゲーム

### その他デザイン
- 2004年『バーモントカレー』CMファンタジー編 - 衣装・モンスター・ロゴデザイン
- 2006年『ルウカレー』CM - 人形デザイン